# Gonna Make You Sweat (Everybody Dance Now)
Pour l'album, voir Gonna Make You Sweat.
Singles de C+C Music Factory
Here We Go (Let's Rock & Roll) (en)
(1991)
Clip vidéo
[vidéo] « Gonna Make You Sweat (Everybody Dance Now) », sur YouTube
Gonna Make You Sweat (Everybody Dance Now) est une chanson du groupe américain C+C Music Factory. Elle est lancée le 18 novembre 1990 comme principal single de l'album Gonna Make You Sweat. La chanson obtient un succès international et atteint la première place des palmarès américain, autrichien, allemand et suisse.
La chanson est interprétée par Freedom Williams (en) (partie rap) et Martha Wash (partie « everybody dance now »). Le clip met en scène Zelma Davis (en) en synchronisation labiale sur la partie de Martha Wash.

## Contexte et écriture

### Origine et sortie
Robert Clivillés a écrit et produit un morceau instrumental qui deviendra par la suite Gonna Make You Sweat. Il a offert la piste au trio vocal Trilogy, mais quand ils ont refusé de l' enregistrer, Clivillés a décidé d'utiliser la piste pour lui-même et David Cole pour C+C Music Factory. Le vers de rap a été interprété par Freedom Williams et le chant féminin par Martha Wash. 

### Procès
Le clip officiel met en vedette Zelma Davis qui synchronise les parties vocales de Martha Wash. Après avoir découvert que le groupe utilisait le mannequin devenu chanteuse Zelma Davis dans le clip vidéo, Wash a tenté en vain de négocier avec les producteurs de C+C Music Factory pour les crédits de pochette et les redevances. De plus, la chanson utilisait une compilation éditée de parties vocales que Wash avait enregistrées en juin 1990 pour un maquette sans rapport. Le 11 décembre 1991, Wash a déposé un procès devant la Cour supérieure de Los Angeles contre Robert Clivilles et David Cole de C+C Music Factory, accusant les producteurs et leur maison de disques, Sony Music Entertainment, de fraude, d'emballage trompeur et appropriation commerciale. L'affaire a finalement été réglée en 1994, et à la suite du règlement, Sony a demandé sans précédent à MTV d'ajouter une clause de non-responsabilité qui crédite Wash pour le chant et Zelma Davis (qui a synchronisé la voix de Wash dans le clip) pour « visualisation au clip vidéo Gonna Make You Sweat ».

## Réception

### Accueil critique
La chanson obtient un grand succès lors de son lancement. Elle lance le mouvement de la house music du début des années 1990. Elle atteint la première position du palmarès de plusieurs pays. Avec le temps, la chanson est utilisée dans un nombre incalculable d’œuvres de la culture populaire.
Les critiques de musique ont fait l'éloge de Gonna Make You Sweat pour la prestation de rap à la Ice-T de Freedom Williams en conjonction avec la voix puissante et exubérante post-disco de Martha Wash et ont considéré la chanson comme un classique de bonne foi,.

### Accueil commercial
Aux États-Unis, en décembre 1990, pendant 5 semaines, la chanson se maintient en tête de liste de chansons populaires de boîtes de nuit du Billboard Magazine et remporte un disque de platine, après qu'un million de singles y aient été vendus. Elle a également atteint la première place au Canada, dans le classement dance du RPM. 
En Europe, Gonna Make You Sweat a atteint la première place en Autriche, en Allemagne, aux Pays-Bas et en Suisse. Le single a réussi à grimper dans le top 10 également en Belgique, au Danemark, en Finlande, en Grèce (numéro 2), en Islande, en Norvège, en Espagne (numéro 2), en Suède et au Royaume-Uni, ainsi que sur l'Eurochart Hot 100, où il atteint la 2e place. Au Royaume-Uni, le single a atteint le numéro 3 lors de sa sixième semaine au UK Singles Chart, le 13 janvier 1991, un mois complet avant son succès pop américain. Il a même trouvé le succès dans le monde de la musique contemporaine urbaine en passant dans les charts R&B où il a atteint le numéro un pendant une semaine. De plus, il s'agissait d'un succès dans le top 20 en Irlande, dans le top 30 en Italie et dans le Top 50 en France. 
En Océanie, le single a culminé aux positions 2 et 3 en Nouvelle-Zélande et en Australie, respectivement. 

## Dans la culture populaire
La chanson a été jouée dans de nombreux films, dont Le Proprio, Sister Act, Le Maître des lieux, Garde rapprochée, Space Jam, Tout peut arriver, Robots, Jarhead : La Fin de l'innocence, Chicken Little, Kuzco 2, Mes parrains sont magiques : Aloha !, Retour à la fac, Evan tout-puissant, Détention et No Pain No Gain. Elle a également été incluse dans des bandes-annonces de films, notamment Superstar, Pluto Nash, Souris City, Madagascar 2 et Borat, nouvelle mission filmée.

## Liste de titres
| 1. | Gonna Make You Sweat (Everybody Dance Now) (Radio Version)                 | 4:06 |
| 2. | Gonna Make You Sweat (Everybody Dance Now) (In Your Face Mix Instrumental) | 4:54 |

| 1. | Gonna Make You Sweat (Everybody Dance Now) (The Slammin' Vocal Club Mix)      | 6:50 |
| 2. | Gonna Make You Sweat (Everybody Dance Now) (Clivillés & Cole DJ's Choice Mix) | 5:00 |
| 3. | Gonna Make You Sweat (Everybody Dance Now) (The Master Mix Instrumental)      | 4:54 |

## Classements et certifications
| Classement (1990–1991)                          | Meilleure position |
| ----------------------------------------------- | ------------------ |
| Allemagne (Media Control AG)                    | 1                  |
| Australie (ARIA)                                | 3                  |
| Autriche (Ö3 Austria Top 40)                    | 1                  |
| Belgique (Flandre Ultratop 50 Singles)          | 5                  |
| Belgique (Flandre VRT Top 30)                   | 3                  |
| Canada (RPM Top Singles)                        | 6                  |
| Canada (RPM Dance)                              | 1                  |
| Danemark (IFPI)                                 | 8                  |
| Espagne (AFYVE)                                 | 2                  |
| États-Unis (Hot 100)                            | 1                  |
| États-Unis (Hot Dance Club Play)                | 1                  |
| États-Unis (Hot Dance Music/Maxi-Singles Sales) | 1                  |
| États-Unis (Hot R&B/Hip-Hop Singles)            | 1                  |
| États-Unis (Cash Box Top 100)                   | 1                  |
| Europe (Eurochart Hot 100)                      | 2                  |
| Finlande (Suomen virallinen lista)              | 8                  |
| France (SNEP)                                   | 43                 |
| Grèce (IFPI)                                    | 2                  |
| Irlande (IRMA)                                  | 13                 |
| Islande (Íslenski listinn)                      | 6                  |
| Italie (FIMI)                                   | 26                 |
| Norvège (VG-lista)                              | 5                  |
| Nouvelle-Zélande (RMNZ)                         | 2                  |
| Pays-Bas (Nederlandse Top 40)                   | 2                  |
| Pays-Bas (Single Top 100)                       | 1                  |
| Pologne (Classements Singles)                   | 26                 |
| Royaume-Uni (UK Singles Chart)                  | 3                  |
| Royaume-Uni (Music Week Dance Singles)          | 1                  |
| Suède (Sverigetopplistan)                       | 5                  |
| Suisse (Schweizer Hitparade)                    | 1                  |

| Classement (1991)              | Position |
| ------------------------------ | -------- |
| Allemagne (GfK Entertainment)  | 11       |
| Australie (ARIA)               | 26       |
| Autriche (Ö3 Austria Top 40)   | 30       |
| Belgique (Flandre Ultratop 50) | 55       |
| Canada (RPM Top Singles)       | 59       |
| Canada (RPM Dance)             | 2        |
| États-Unis (Hot 100)           | 3        |
| États-Unis (Cash Box Top 100)  | 20       |
| Pays-Bas (Nederlandse Top 40)  | 17       |
| Pays-Bas (Single Top 100)      | 10       |
| Suisse (Schweizer Hitparade)   | 13       |

| Classement (2018)    | Position |
| -------------------- | -------- |
| États-Unis (Hot 100) | 187      |

## Certifications
| Pays | Certification | Ventes certifiées |
| --- | ------------- | ----------------- |
| Australie (ARIA)                                                                                                 | Or            | 35 000^           |
| États-Unis (RIAA)                                                                                                | 2 × Platine   | 2 000 000‡        |
| Royaume-Uni (BPI)                                                                                                | Argent        | 200 000‡          |
| ^Mise en rayon selon la certification xNon précisé par la certification ‡ventes/streaming selon la certification |               |                   |

## Reprises
- 2006 : Rock This Party (Everybody Dance Now) de Bob Sinclar.
- 2011 : Reprise par Ivi Adamou et Midenistis au MAD Video Music Awards.
- 2012 : Reprise par King Julien (en) pour le film Madagascar 3: Europe's Most Wanted.